# حكيم بو مسعودي
حكيم بو مسعودي هُو ممثل تونسي اشتهر بأدائه دور ناجح بن سالم في المُسلسل التلفزيوني «مكتوب».

## أعماله

### سينما

#### الأفلام الروائية
- 2009 : فيلم الخيط لمُخرجه مهدي بن عطية.
- 2014 : فيلم الربيع التونسي لمُخرجته رجاء عماري.
- 2016 : فيلم نحبك هادي لمُخرجه محمد بن عطية.
- 2016 : فيلم زهرة حلب لمُخرجه رضا الباهي.
- 2021 : فيلم أنيستو حنبعل لمُخرجه محمد علي النهدي، فكرة أكرم ماغ.

#### أفلام قصيرة
- 2008 : فيلم مرحبًا لمُخرجه مديح بلعيد.
- 2008 : مارادونا لمُخرجه فوزي العربي السنوسي.
- 2010 : فيلم هيبة لمُخرجه وليد الطايع.
- 2011 : فيلم لماذا أنا؟ لمُخرجه أمين شبوب.[2]

### التلفزيون

#### المُسلسلات
- 2008 : مُسلسل صيد الريم لمُخرجه علي منصور.
- 2008 : مُسلسل ولاد الطلينة لمُخرجه نجيب بلقاضي.
- 2009 : مُسلسل من كان يسوع لمُخرجه ألكسندر مارينغو.
- 2012 : مُسلسل الجزيرة لمُخرجه ألبرتو نغرين.
- 2012 - 2014 : مُسلسل مكتوب لمُخرجه سامي الفهري: دور ناجح بن سالم.
- 2016 : مُسلسل تعبئة لمُخرجه وليد الطايع.
- 2016 : مُسلسل بوليس 2.0 لمُخرجه مجدي سميري.
- 2017 - 2018 : مُسلسل جنون القايلة لمُخرجه أمين شيبوب.
- 2018 : 7 سبايا لمُخرجه خلف الله خلسي.
- 2019 : مُسلسل الصحبة غير دارجين 2.0 لمُخرجه حمزة المسعودي.
- 2019 : مُسلسل المايسترو لمُخرجه الأسعد الوسلاتي.

## روابط خارجية
حكيم بو مسعودي على موقع IMDb (الإنجليزية)
- حكيم بو مسعودي على موقع قاعدة بيانات الأفلام العربية
- حكيم بو مسعودي على موقع كينوبويسك (الروسية)